# 东关街道 (保定市)
东关街道，是中华人民共和国河北省保定市莲池区下辖的一个乡镇级行政单位。

## 行政区划
东关街道下辖以下地区：
东方苑社区、梨园街社区、东进巷社区、三医院社区、合作路社区、河大社区、卫生桥社区、东方家园社区、东部风景社区、大迪社区、小营坊村、东关村和刘庄村。